# Велика Държилова
Велика Държилова, известна и като Велика Динковица, е българска просветна деятелка и дарителка от епохата на Българското възраждане в Македония.

## Биография
Съпруга е на Константин (Динко) Държилов, български общественик и книжовник. Според сведение на Арсени Костенцев коренът ѝ бил от Охрид. Децата ѝ Георги Динков и Славка Динкова стават известни просветни дейци.
Велика е участничка в борбите против гърцизма в Солун още от 1860 година. Характеризирана е от съвременници като „жена со изредно родолюбiе и распаленость за учебното напредванiе народно“. Посреща мъжествено арестуването на сина си Георги в 1863 година; на ироничните думи на гръцкия вицеконсул в Солун и на френски представител, управител на кораб, отговаря: „Зато съм го родила, за да умре защитещемъ правината“. Самият Георги Динков пише с възхищение за думите на майка си в писмо до Стефан Веркович:
| „ | Майка ми му отговорила: „Затова сьмъ го родила“; сирѣчь за да умрѣ за народътъ. Можамъ ли, господине, быдещемъ сынь на подобна майка да не сѣ радувамъ за моитѣ страданiя?! Ахъ, Боже мой! Дай подобны майки много по Българiя! | “ |

В 1866 година насърчава дъщеря си Славка да открие в къщата им първото българско училище в Солун (в двегодишния училищен отчет от 1868 г., публикуван във вестник „Македония“ се казва, че „покойната Велика Динковица, на която целият народ дължи първа признателност, е поставила в 1866 г. дъщеря си Славка да учителствува“. Обучението е безплатно. Първата година завършват само три ученички, но Велика окуражава дъщеря си да продължи просветното дело въпреки трудностите. През втората година броят на възпитаниците се увеличава. По това време Велика умира, но малко преди смъртта си изживява голяма радост при пристигането на български книги от Цариград, дарени за училището; починала, взирайки се в книгите и прегръщайки една от тях.
В завещанието си оставя долния етаж на къщата си за училището, докато народът бъде в състояние да построи училищно здание, дава място за постройка на училище и църква на името на св. Кирил и Методий, а на дъщеря си Славка поръчва да не напуска дотогава учителстването.

## Родословие
|  |  |  |  |  |  |                           |                           |                           |                           |                                |                           |  |  |                                   |                                   |                                   |                                   |                                   |                                   |  |  |                              |                              |                              |                              |                              |                              |  |  |
|  |  |  |  |  |  |                           |                           |                           |                           |                                |                           |  |  |                                   |                                   |                                   |                                   |                                   |                                   |  |  |                              |                              |                              |                              |                              |                              |  |  |
|  |  |  |  |  |  | Киряк Държилов (? – 1877) | Киряк Държилов (? – 1877) | Киряк Държилов (? – 1877) | Киряк Държилов (? – 1877) | Киряк Държилов (? – 1877)      | Киряк Държилов (? – 1877) |  |  | Константин Държилов (1798 – 1890) | Константин Държилов (1798 – 1890) | Константин Държилов (1798 – 1890) | Константин Държилов (1798 – 1890) | Константин Държилов (1798 – 1890) | Константин Държилов (1798 – 1890) |  |  | Велика Държилова (? – 1867)  | Велика Държилова (? – 1867)  | Велика Държилова (? – 1867)  | Велика Държилова (? – 1867)  | Велика Държилова (? – 1867)  | Велика Държилова (? – 1867)  |  |  |
|  |  |  |  |  |  | Киряк Държилов (? – 1877) | Киряк Държилов (? – 1877) | Киряк Държилов (? – 1877) | Киряк Държилов (? – 1877) | Киряк Държилов (? – 1877)      | Киряк Държилов (? – 1877) |  |  | Константин Държилов (1798 – 1890) | Константин Държилов (1798 – 1890) | Константин Държилов (1798 – 1890) | Константин Държилов (1798 – 1890) | Константин Държилов (1798 – 1890) | Константин Държилов (1798 – 1890) |  |  | Велика Държилова (? – 1867)  | Велика Държилова (? – 1867)  | Велика Държилова (? – 1867)  | Велика Държилова (? – 1867)  | Велика Държилова (? – 1867)  | Велика Държилова (? – 1867)  |  |  |
|  |  |  |  |  |  |                           |                           |                           |                           |                                |                           |  |  |                                   |                                   |                                   |                                   |                                   |                                   |  |  |                              |                              |                              |                              |                              |                              |  |  |
|  |  |  |  |  |  |                           |                           |                           |                           |                                |                           |  |  |                                   |                                   |                                   |                                   |                                   |                                   |  |  |                              |                              |                              |                              |                              |                              |  |  |
|  |  |  |  |  |  | Евдокия Алексиаду         | Евдокия Алексиаду         | Евдокия Алексиаду         | Евдокия Алексиаду         | Евдокия Алексиаду              | Евдокия Алексиаду         |  |  | Георги Динков (1839 – 1876)       | Георги Динков (1839 – 1876)       | Георги Динков (1839 – 1876)       | Георги Динков (1839 – 1876)       | Георги Динков (1839 – 1876)       | Георги Динков (1839 – 1876)       |  |  | Славка Динкова (1850 – 1869) | Славка Динкова (1850 – 1869) | Славка Динкова (1850 – 1869) | Славка Динкова (1850 – 1869) | Славка Динкова (1850 – 1869) | Славка Динкова (1850 – 1869) |  |  |
|  |  |  |  |  |  | Евдокия Алексиаду         | Евдокия Алексиаду         | Евдокия Алексиаду         | Евдокия Алексиаду         | Евдокия Алексиаду              | Евдокия Алексиаду         |  |  | Георги Динков (1839 – 1876)       | Георги Динков (1839 – 1876)       | Георги Динков (1839 – 1876)       | Георги Динков (1839 – 1876)       | Георги Динков (1839 – 1876)       | Георги Динков (1839 – 1876)       |  |  | Славка Динкова (1850 – 1869) | Славка Динкова (1850 – 1869) | Славка Динкова (1850 – 1869) | Славка Динкова (1850 – 1869) | Славка Динкова (1850 – 1869) | Славка Динкова (1850 – 1869) |  |  |
|  |  |  |  |  |  |                           |                           |                           |                           |                                |                           |  |  |                                   |                                   |                                   |                                   |                                   |                                   |  |  |                              |                              |                              |                              |                              |                              |  |  |
|  |  |  |  |  |  |                           |                           |                           |                           | Димитриос Динкас (1876 – 1974) |                           |  |  |                                   |                                   |                                   |                                   |                                   |                                   |  |  |                              |                              |                              |                              |                              |                              |  |  |